# Margarinotus laevifossa
Margarinotus laevifossa är en skalbaggsart som först beskrevs av Schmidt 1890.  Margarinotus laevifossa ingår i släktet Margarinotus och familjen stumpbaggar. Inga underarter finns listade i Catalogue of Life.